# مارسيلو ليبتون
مارسيلو ليبتون (بالإسبانية: Marcelo Lipatín)‏ (28 يناير 1977 في مونتفيدو في الأوروغواي – )؛ هو لاعب كرة قدم سابق كان يلعب كمهاجم.

## وصلات خارجية
- مارسيلو ليبتون على موقع رابطة كرة القدم اليابانية للمحترفين (اليابانية)
- مارسيلو ليبتون على موقع قاعدة بيانات كرة القدم.إي يو (الإنجليزية)
- مارسيلو ليبتون على موقع Soccerway.com (الإنجليزية)
- مارسيلو ليبتون على موقع عالم كرة القدم.نت (الإنجليزية)